# Iván San Miguel
Iván San Miguel Pérez (Villamayor, Piloña, Asturias, 12 de enero de 1985) es un exgimnasta español que compitió en la disciplina de gimnasia artística.

## Biografía deportiva
En 2005 fue 6.º clasificado en salto en la Copa del Mundo de São Paulo, y en los Juegos Mediterráneos de 2005 en Almería, logró el oro por equipos y la plata en salto. En 2006 fue 8.º en anillas en la prueba de la Copa de Mundo de Lyon y 6.º en anillas en la de Moscú. Quedó 6.º clasificado en el Mundial de 2007 por equipos. Formó parte del equipo español de gimnasia artística para los Juegos Olímpicos de Pekín 2008. Participó en el concurso general por equipos, quedando en la 11.ª posición. El equipo español en Pekín estaba integrado por Iván, Isaac Botella, Manuel Carballo, Gervasio Deferr, Rafael Martínez y Sergio Muñoz. En 2010 fue bronce en anillas y salto de potro en la Copa del Mundo de Oporto. Se retiró en septiembre de 2013.

## Palmarés
- 6.º clasificado en salto en la Copa del Mundo de São Paulo en 2005.
- Medalla de oro en los Juegos Mediterráneos de 2005 por equipos.
- Medalla de plata en los Juegos Mediterráneos de 2005 en salto.
- 8.º clasificado en anillas en la prueba de la Copa de Mundo de Lyon en 2006.
- 6.º clasificado en anillas en la prueba de la Copa de Mundo de Moscú en 2006.
- 6.º clasificado en el Mundial de 2007 por equipos.
- 11.º clasificado en los Juegos Olímpicos de Pekín 2008 por equipos.
- Bronce en anillas y salto de potro en la Copa del Mundo de Oporto en 2010.

## Premios, reconocimientos y distinciones
- Mejor Deportista Universitario en la Gala del Deporte Asturiano de 2005, otorgado por la Asociación de la Prensa Deportiva de Asturias (2006)[2]
- Reconocimiento en la Gala del Deporte Asturiano de 2008, otorgado por la Asociación de la Prensa Deportiva de Asturias (2009)

## Enlaces externos

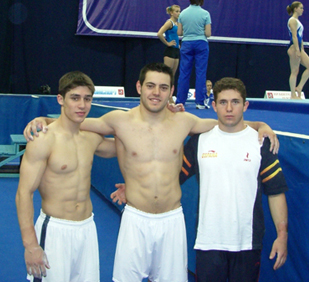
Iván San Miguel (centro) en la Copa del Mundo de Moscú 2006.